# Carnegie Museum of Natural History
Het Carnegie Museum of Natural History (afgekort als CMNH) is een natuurhistorisch museum in de wijk Oakland van Pittsburgh, Pennsylvania. Het werd in 1896 opgericht door de in Pittsburgh wonende industrieel Andrew Carnegie. Het museum biedt onderdak aan ongeveer 22 miljoen specimina en een van de mooiste paleontologische collecties ter wereld.

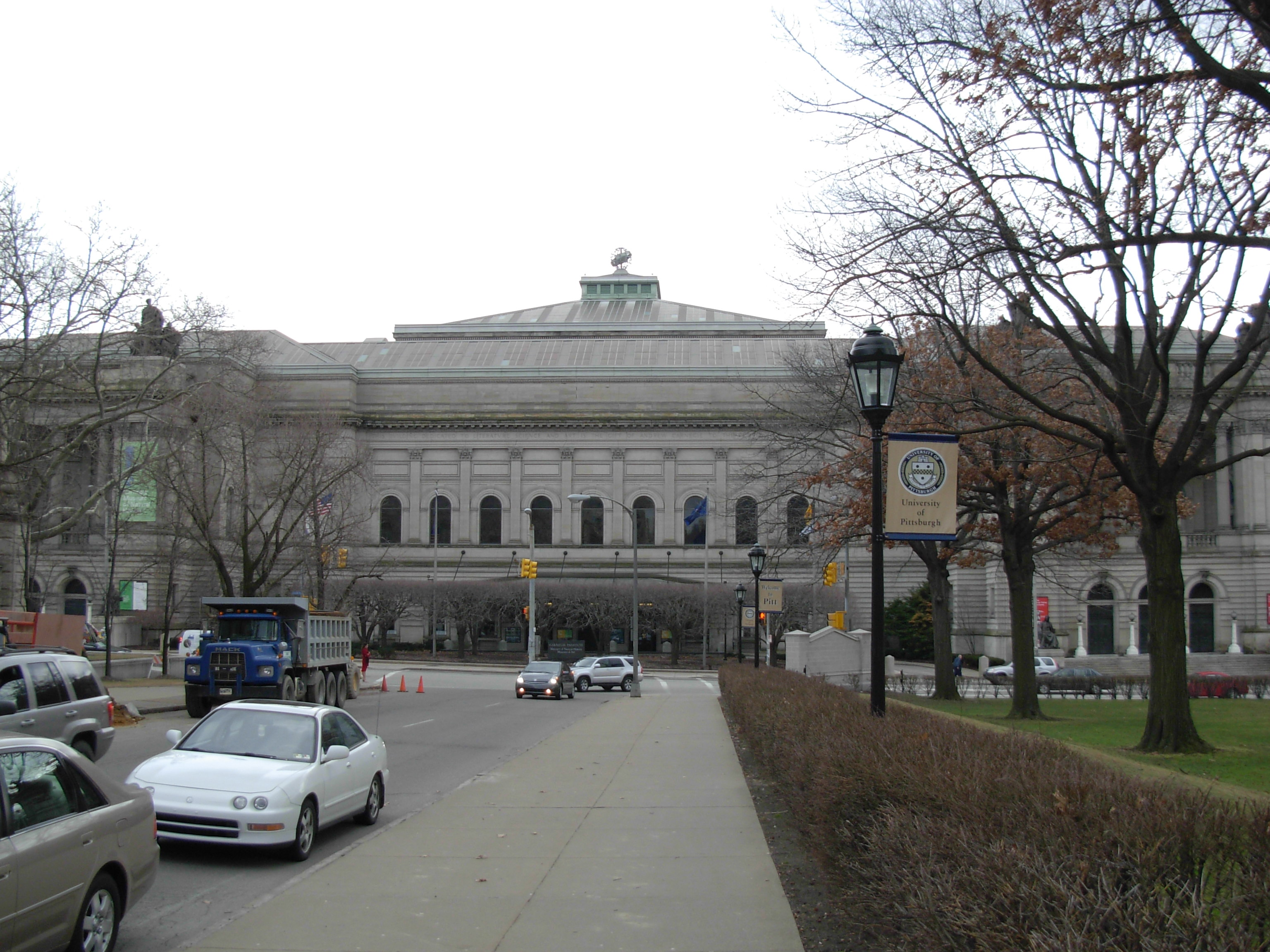
Carnegie Museum of Natural History

## Beschrijving en geschiedenis
De schatrijke staalmagnaat Carnegie was zelf van eenvoudige afkomst. Hij stichtte het museum om de onwetende arbeidersmassa's te onderwijzen.
Het museum beslaat 10 700 m², georganiseerd in twintig galerijen, evenals onderzoeks-, bibliotheek- en kantoorruimte. Het bevat ongeveer 22 miljoen specimina, waarvan er op elk moment ongeveer tienduizend tentoongesteld zijn en ongeveer een miljoen zijn gecatalogiseerd in online databases. In 2008 ontving het 386 300 individuele bezoekers en 63 000 leerlingen in schoolgroepen. Het onderwijspersoneel van het museum houdt zich ook actief bezig met outreach door naar scholen in heel West-Pennsylvania te reizen.

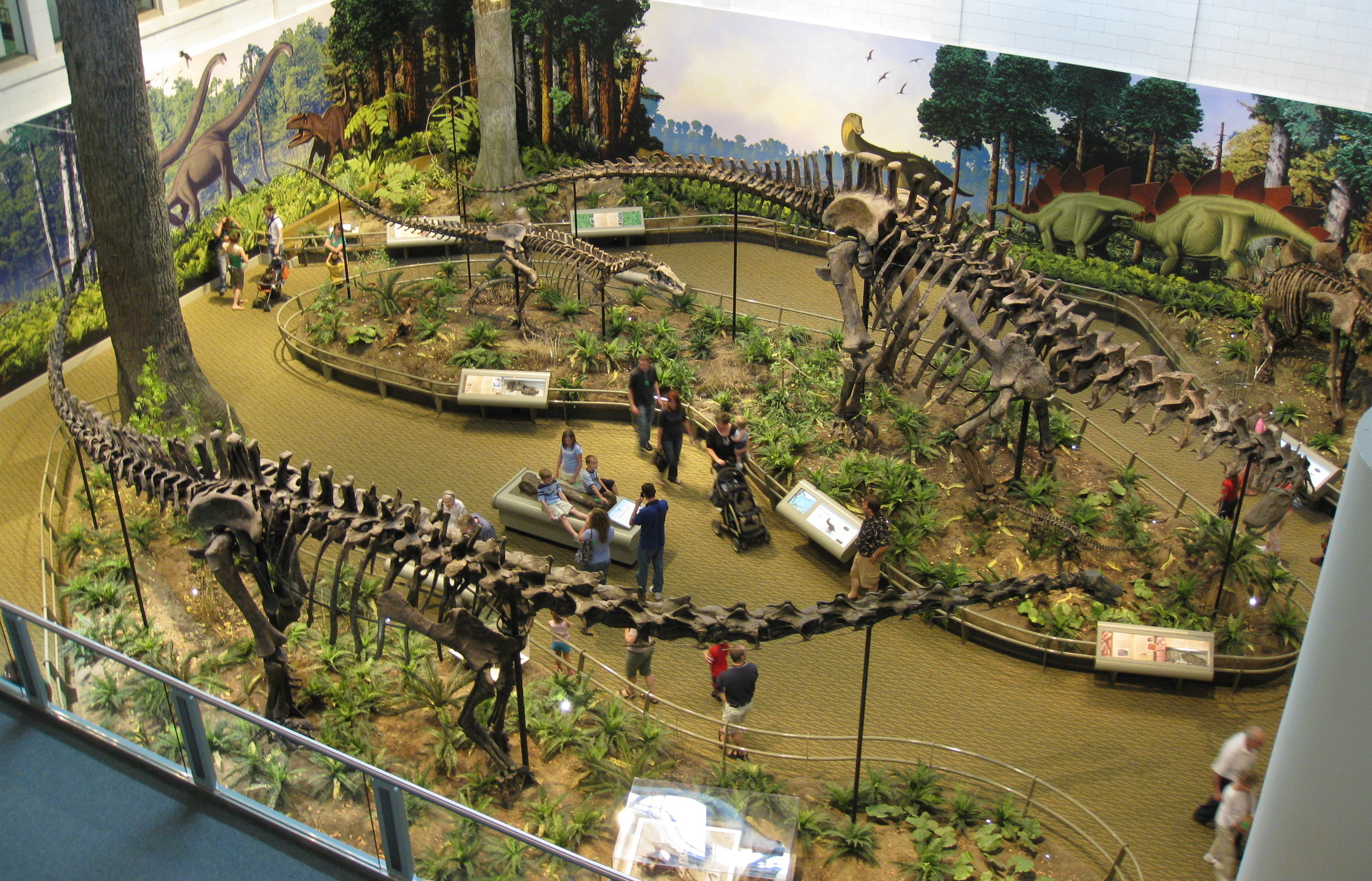
De Jurassic Era Room

Het museum kreeg bekendheid in 1899 toen zijn daartoe speciaal uitgezonden wetenschappers de fossielen van de enorme sauropode Diplodocus carnegii opgroeven. Afgietsels ervan werden gratis aan musea over de hele wereld ter beschikking gesteld. Opmerkelijke dinosauriër-specimina omvatten een van 's werelds weinige fossielen van een juveniele Apatosaurus, 's werelds eerste exemplaar van een Tyrannosaurus rex, en een recent geïdentificeerde soort oviraptorosauriër genaamd Anzu wyliei.
Onderzoeksteams, waaronder voormalige Carnegie-wetenschappers, deden cruciale ontdekkingen zoals Puijila darwini, Castorocauda lutrasimilis en Hadrocodium wui.
Andere belangrijke tentoonstellingen zijn Hillman Hall of Minerals and Gems, Alcoa Foundation Hall of American Indians, Polar World: Wyckoff Hall of Arctic Life, Walton Hall of Ancient Egypt, Benedum Hall of Geology, Dinosaurs in Their Time en Powdermill Nature Reserve, opgericht door het museum in 1956 om te dienen als veldstation voor langetermijnstudies van natuurlijke populaties.
De actieve curatoriële afdelingen van het museum zijn: antropologie, vogels, plantkunde, herpetologie (amfibieën en reptielen), paleontologie van ongewervelde dieren, zoölogie van ongewervelde dieren, zoogdieren, mineralen, malacologie (weekdieren) en paleontologie van gewervelde dieren. Deze afdelingen werken samen onder strategische centra die zijn opgericht om steeds te bepalen hoe het museum zijn onderzoek, tentoonstellingen en openbare programmering kan gebruiken om de uitdagingen en problemen van vandaag aan te gaan. Eind 2013 hebben de moederorganisatie en het interim-bestuur van het museum echter als bezuinigingsmaatregel meerdere wetenschappelijke posities opgeheven, waardoor de capaciteit om origineel onderzoek te doen ernstig werd verminderd.

## Wetenschappelijke publicaties
Carnegie Museum of Natural History publiceert wetenschappelijke tijdschriften en boeken, waaronder Annals of Carnegie Museum, dat collegiaal getoetste artikelen biedt op het gebied van biologische biologie, aardwetenschappen en antropologie; Bulletin of Carnegie Museum of Natural History, met monografieën of collecties van verwante documenten van symposia; en speciale publicaties van het Carnegie Museum, waarin speciale onderwerpen of onderzoeksgebieden worden gedocumenteerd.